# Guerra de los tamoios

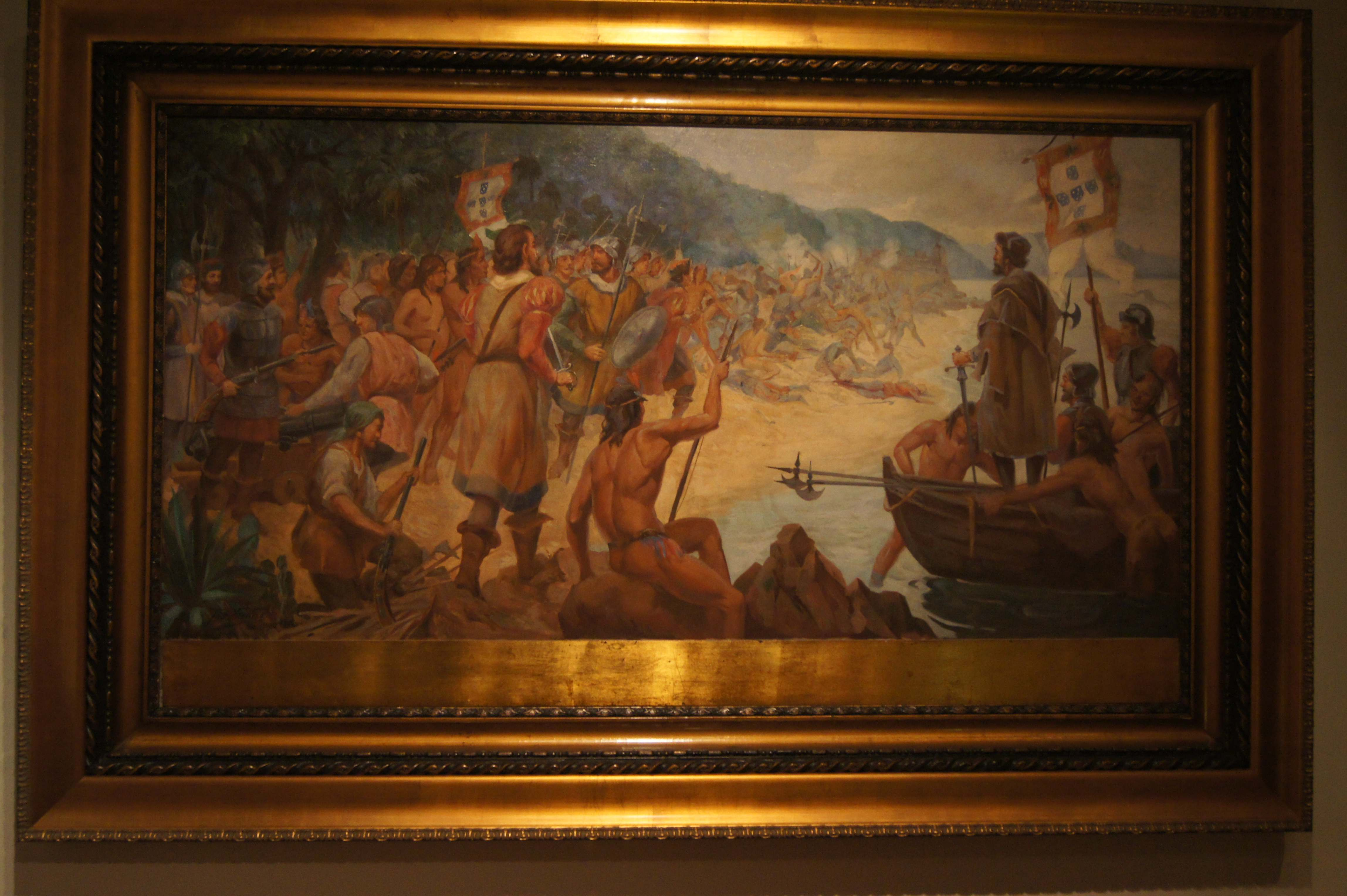
Confederación Tamoios, de la colección del Museo Histórico Nacional

La guerra de los tamoios, también llamada confederación de los tamoios (en portugués: Confederação dos Tamoios, Guerra dos Tamoios) es el nombre que se da a una rebelión encabezada por dicha varias tribus tupinambás que ocupaba el norte de São Paulo, desde Bertioga y el litoral fluminense hasta cabo Frío, incluyendo la participación de las tribus del valle del Paraíba en la Capitanía de San Vicente contra los colonos portugueses entre 1556 y 1567 aunque los primeros incidentes comenzaron en 1554.

## Etimología
El nombre de la confederación en el idioma tupí era tamuya que significa "el viejo" o "el más antiguo". Además de las naciones tupinambás goitacases, aimorés y temiminós incluyó a algunos colonos portugueses y los franceses que estaban instalados en la bahía de Guanabara desde 1555 en una colonia llamada Francia Antártica poblada por colonos calvinistas (en 1557 arribaron un número masivo de franceses a la región).
Los tamoios también fueron conocidos como tamoyos o tamuias.

## Antecedentes
El gobernador de la capitanía de São Vicente, Brás Cubas, pretendía promover la colonización mediante la esclavitud de los indios.
Entre las prácticas indígenas, estaba el cuñadismo, mediante el cual si un hombre se casaba con una mujer de alguna tribu, pasaba a ser un miembro de esa tribu. Como ocurrió con João Ramalho, compañero de Cubas que al casarse con Mbici, también llamada Bartira, hija de Tibiriçá, jefe de los guaianazes con quien formó una sólida alianza que permitió a los lusitanos fundar la villa de São Paulo de Piratininga dirigida por los jesuitas Manuel da Nóbrega y José de Anchieta junto al cacique en 1554.
La rivalidad entre las diferentes naciones indígenas, junto con la necesidad de mano de obra esclava para el desarrollo de la colonización, llevó a los portugueses y guaianazes a atacar a los tupinambás siendo capturado el jefe Caiçuru junto con toda su gente que terminó esclavizada en las tierras de la capitanía.
Caiçuru murió en el cautiverio, su hijo, Aimberê, lo sucedió al mando de su gente, inició una revuelta y se fugó a la tierra de la futura Capitanía de Río de Janeiro en un lugar conocido como Uruçumirim proclamó la Confederación de los tamoios (o de los "Naturales") pasando a ser jefe de la rebelión junto a Cunhambebe.

## Conflicto

### La rebelión
Aimberê reunió en Mangaratiba en la costa oeste fluminense con los jefes Pindobuçu y Koaquira de Uyba-tyba, Cunhambebe de Ariró y Guayxará de Taquarassu-tyba. Bajo el liderazgo de Cunhambebe y con el apoyo de otras naciones indígenas, como los tupinambás goitacases organizó una alianza contra los portugueses y guaianases. Los franceses suministraron armas de fuego a los indígenas puesto que deseaban ocupar la bahía. Con la muerte de Cunhambebe durante una epidemia, Aimberê se convirtió en el líder único de la confederación.
La estrategia de Aimberê era incluir cada vez más tribus en su confederación, incluso a los guaianases. Para ello, convenció a Jagoanharó, jefe de los guaianases y sobrino de Tibiriçá de dejar a los portugueses y unírseles para expulsarlos.

### Victorias de los tamoios
Fueron los jesuitas, que temiendo el fracaso de su avance en la evangelización de los nativos por los calvinistas, los que más incentivaron someter a los tamoios al enterarse de su alianza con los franceses.
Una poderosa armada al mando de Bartolomeu de Vasconcelos arribo desde Bahía a fines de 1559 y de inmediato estos empezaron a atacar las aldeas de los indios matando y esclavizando a sus pobladores. El 18 de febrero del año siguiente una expedición portuguesa llegó a las cercanías de Fuerte Coligny, se componía un bergantín con artillería, varias canoas, 120 lusitanos y 140 indios. La fortaleza enemiga estaba en un monte escarpado, con solo dos entradas estrechas, bien fortificada y con mucha artillería. Su guarnición sumaba 60 a 74 soldados franceses y 800 a 1.000 tamoios con unos 40 esclavos negros fugitivos. La fortaleza francesa cayó tras duros combates y fue destruida.
Sin embargo, el gobernador general de la región, Mem de Sá, al no tener suficientes hombres tuvo que abandonar su reciente conquista y los franceses pudieron reconstruir su fortaleza, permaneciendo ahí por varios años más. Esto dio nuevos ánimos a los tamoios que reiniciaron sus ataques contra la colonia lusitana.
En cuanto a Tibiriçá, este fingió apoyar a su sobrino y le propuso atacar juntos a los lusitanos, más cuando Jagoanharó se presentó con sus guerreros en el cerco de Piratininga fue asesinado. Sin embargo, los confederados habían previsto la traición de Tibiriçá y atacaron a los guaianases que fueron vencidos y Tibiriçá murió (1562).

### Tregua propuesta por los jesuitas
Con la intervención de los jesuitas Nobrega y Anchieta los portugueses lograron un acuerdo de paz pero tuvieron que liberar a todos los indígenas que tenían como esclavos.

### Fin de la tregua
El fin de la tregua se dio con el fortalecimiento de la colonización lusitana. Sin embargo, en 1567 llegaron refuerzos al mando de Estácio de Sá, quien había fundado São Sebastião do Rio de Janeiro dos años antes iniciando la etapa final de expulsión de los rivales franceses y exterminio de los tupinambás tomando la mayoría de sus fuertes. Quedando los últimos en Cabo Frío, donde se llevara a cabo una última campaña.

## Consecuencias
La principal consecuencia a largo plazo del conflicto fue que a pesar de la derrota militar de los indígenas los colonos lusitanos entendieron que eran superados en número que la posibilidad de seguir utilizando la mano de obra nativa era demasiado peligrosa por lo que se dará una impulso al comercio de esclavos africanos.